# سسک سرزرد
سسک سرزرد (نام علمی: Teretistris fernandinae) یکی از دو گونه پرنده در تیرهٔ سسکان کوبایی (Teretistridae) است. این گونه بوم‌زاد غرب کوبا است.